# 오늘 밤, 세계에서 이 사랑이 사라진다 해도
오늘 밤, 세계에서 이 사랑이 사라진다 해도(일본어: 今夜、世界からこの恋が消えても)는 이치조 미사키의 소설이다. 2019년 제26회 전격 소설 대상(미디어 워크스 문고상)을 수상했다. 수상시 타이틀은 "마음은 너를 그리니까"(心は君を描くから)이다.
한국어판은 2022년 2월 기준으로 20만부가 넘게 판매되었다. 2022년 8월에는 일본, 한국, 중국 총합 65만부를 돌파했다.

## 영화
오늘 밤, 세계에서 이 사랑이 사라진다 해도(일본어: 今夜、世界からこの恋が消えても, Even If This Love Disappears from the World Tonight)는 일본에서 제작된 미키 타카히로 감독의 2022년 멜로/로맨스 영화이다. 미치에다 슌스케  등이 주연으로 출연하였다.

### 출연
- 미치에다 슌스케 - 카미야 토루 역
- 후쿠모토 리코 - 히노 마오리 역
- 후루카와 코토네 - 와타야 이즈미 역
- 마츠모토 호노카 - 카미야 사나에 역
- 노마구치 토오루 - 히노 코지 역
- 미즈노 마키 - 히노 케이코 역
- 하기와라 마사토 - 카미야 유키히코 역
- 마에다 코키
- 니시가키 쇼
- 노나미 마호